# クラウディオ・カスタニョーリ
クラウディオ・カスタニョーリ（Claudio Castagnoli、1980年12月27日 - ）は、スイスの男性プロレスラー。ルツェルン州ルツェルン出身。イタリア系スイス人。AEW所属。

## 来歴

### インディー団体
2000年12月24日、ドイツ・ノルトライン＝ヴェストファーレン州を拠点とするwXw（Westside Xtreme Wrestling）にてダブルC（Double C）のリングネームでプロレスラーデビューを果たす。
2001年5月、アーレスとスイス・マネー・ホールディング（Swiss Money Holding）なるタッグチームを結成。wXw、ヘッセン州を拠点とするGSW（German Stampede Wrestling）に参戦して活躍。
2002年、ドイツの団体に参戦していたクリス・ヒーローと出会った縁が元で9月7日、アメリカ合衆国に渡りインディアナ州を拠点とするIWA Mid-South（Independent Wrestling Association Mid-South）に参戦。
2003年7月5日、アメリカ・ペンシルベニア州を拠点とするCHIKARAに本名名義で参戦。Tag World Grand Prix 2003にスイス・マネー・ホールディングとしてアーレスと共に出場。

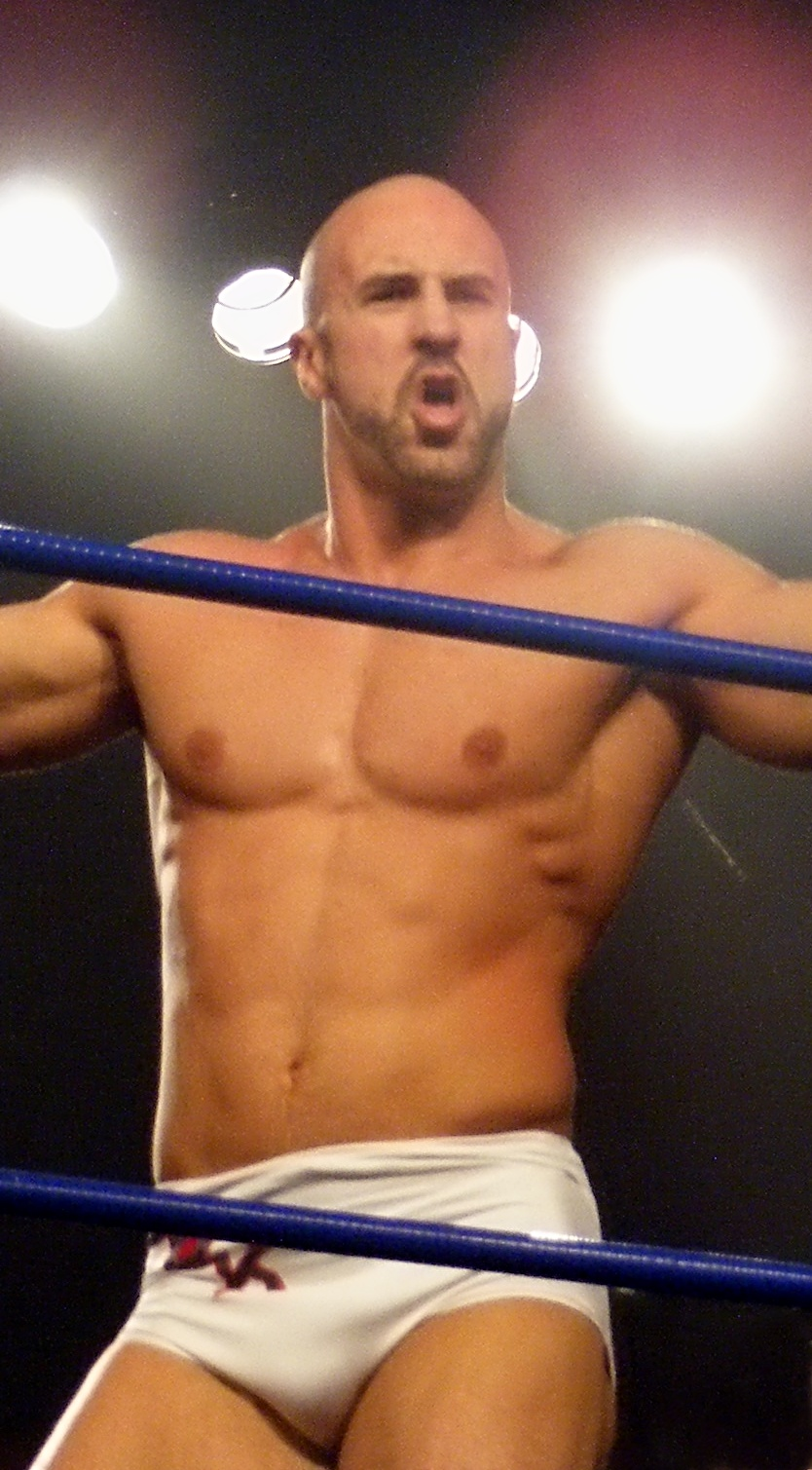
2010年

2004年11月14日、ペンシルベニア州を拠点とするCZWに参戦。
2005年2月5日、CZW Only The Strong: Scarred 4 Lifeにてクリス・ヒーローとタッグチーム、キング・オブ・レスリング（The Kings Of Wrestling）を結成。7月16日、ペンシルベニア州を拠点とするROHに参戦。
2007年3月31日、ROH Supercard of Honor IIにてYAMATOと対戦して勝利。11月3日、ROH Glory by Honor VIにて丸藤正道と対戦して勝利。
2008年2月、NOAHに参戦。初来日を果たす。6月22日、NOAHとwXwがドイツにて共催したwXw/NOAH Dead End VIII - Tag 2: European Navigationに参戦。KENTAと対戦するが敗戦。
2010年1月、NOAH The First Navig 10に参戦。クリス・ヒーローと組んでグローバル・タッグ・リーグ戦ブロックAにエントリー。11月、NOAH Winter Navig 2010に参戦。12月5日、クリス・ヒーローと組んでGHCタッグ王座を保持する高山善廣 & 佐野巧真に挑戦するが敗戦。

### WWE

#### FCW
2011年9月、WWEと契約を交わし入団。傘下団体であるFCWにてアントニオ・セザーロ（Mr. Antonio Cesaro）のリングネームでトレーニングを開始。10月24日、FCW TVにてデビュー。マイク・ダルトンと対戦。最後にリコラボムを決めて勝利。
2012年3月19日、FCW TVにてFCW15王座を保持するリッチー・スティムボートに挑戦。15分の時間切れによるドローとなり、試合後には乱闘へと展開。この試合をきっかけにスティムボートと抗争を開始。

#### WWE
2012年4月20日、SmackDownにてラグビーの元トッププレイヤーであり、アクサナのボーイフレンドというギミックで登場。同月27日、SmackDownにてタイソン・キッドを相手にデビュー戦を行い、最後にニュートラライザーを決めて勝利した。
5月6日、FCW TVにてFCW15王座を保持するリッチー・スティムボートに30分制アイアンマンマッチで挑戦。終盤まで2-2となり、互いに死力を尽くすが最後にリコラボムを仕掛けたところにコードレッドで切り返されるとスーパーキックを喰らい、フォールを取られ試合終了4秒前に敗戦となった。同月13日、FCW TVにてインディー時代の盟友であるカシアス・オーノと対戦。序盤よりダーティーファイトに徹すると終盤にはオーノのローリング・エルボーをレフェリーを誤爆させるとオーノに襲いかかりマウントの状態からパンチを連打して反則負けとなった
8月19日、SummerSlum 2012にてWWE US王座を保持するサンティーノ・マレラに挑戦。終盤にマレラのコブラを受けそうになるがアクサナの介入により邪魔するとニュートラライザーを決めて勝利。ベルトを奪取した。9月21日、Smackdownにてサンティーノ・マレラと対戦。終盤にアクサナのミスにより敗戦。これをきっかけにアクサナとの関係を解消した。10月1日、RAWにてマイクアピールを行い、5か国語でスピーチをすると母国であるスイスを絶賛する一方でアメリカを低俗な国としてこき下ろすという反米ギミックへと変更。

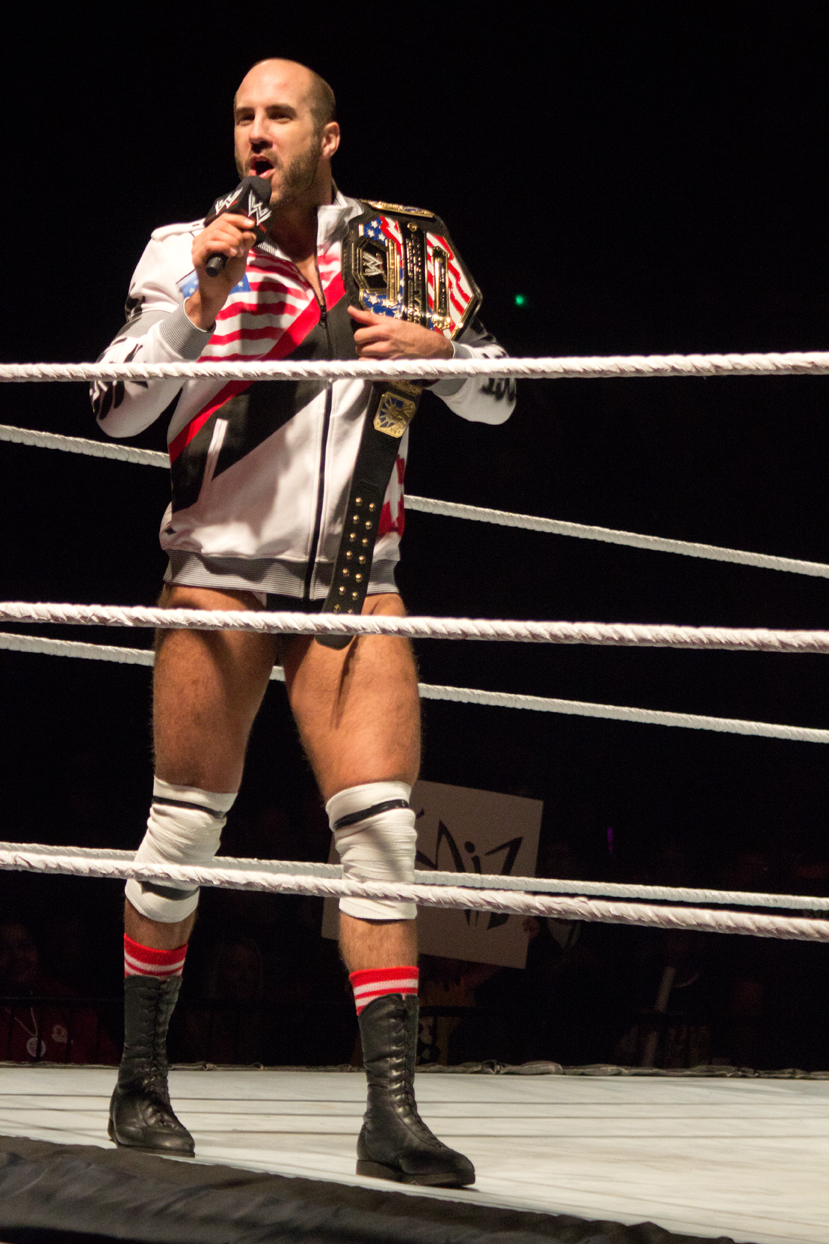
2013年

2013年3月26日、Main Eventにてヨーデルを歌う陽気なキャラクターへとギミックを変更。入場の際にヨーデルを披露すると相手であるケインを困惑させた。このギミックは長い事続かず、すぐに頓挫。6月17日、RAWにてゼブ・コルターより外国人でありながら心は真のアメリカ人として紹介され登場。ウィリアム・リーガルと対戦してニュートラライザーを決めて勝利した。7月、もう1人の真のアメリカ人であるジャック・スワガーとタッグチーム、リアル・アメリカンズ（The Real Americans）を結成。
2014年2月14日、リングネームのファーストネームであるアントニオが一般的に多く扱われているということからセザーロ（Cesaro）へとマイナーチェンジ。ランディ・オートンと対戦。最後にヨーロピアン・アッパーカットを避けるとニュートラライザーを決めて勝利。4月6日、Wrestle Mania XXXにてWWEタッグ王座争奪Fatal4wayタッグマッチに出場するが敗戦。スワガーとコルターと仲間割れを起こす。同日に行われたアンドレ・ザ・ジャイアント・メモリアル・バトルロイヤルにて、最後にビッグ・ショーをボディスラムで抱えあげながらトップロープから落として優勝した。これは1987年のWrestleMania IIIでハルク・ホーガンがアンドレ・ザ・ジャイアントをボディスラムで投げたことのオマージュである。同月7日、RAWにてマネージャーをポール・ヘイマンへと変更。この件により憤怒したスワガー & コルターと抗争へと展開。また、ECWでヘイマンと関係があったロブ・ヴァン・ダムをも巻き込み、5月4日、Extreme Rules 2014でスワガー、ロブ・ヴァン・ダムとトリプルスレットマッチを行い、最後にロブ・ヴァン・ダムにニュートラライザーを決めて勝利した。7月21日、ブロック・レスナーの復帰によりヘイマンがレスナーのマネージャーとなった為に離別する事になった。12月1日、RAWにてタイソン・キッドとタッグチームを結成。ウーソズ（ジミー・ウーソ & ジェイ・ウーソ）、ニュー・デイ（ビッグ・E & コフィ・キングストン with エグザビアー・ウッズ）、ゴールド & スターダスト（ゴールダスト & スターダスト）と対戦。最後にゴールド & スターダストの介入によりニュー・デイを襲撃すると、キッドがキングストンを丸め込み勝利。
2015年2月4日、キッドとのタッグチームをブラス・リング・クラブ（Brass Ring Club）と名付ける。同月22日、Fastlane 2015にてWWEタッグ王座を保持するウーソズに挑戦。最後にキッドがジミーにノーザンライト・スープレックスを決めて勝利。ベルトを奪取した。6月1日、Superstarsにてキッド vs サモア・ジョーの試合でキッドがジョーの技を受けた際に首を負傷。長期欠場となりキッドとのタッグは自然消滅する事になった。11月23日、肩を故障し長期欠場へと追い込まれる。
2016年4月4日、RAWにて復帰。ロマン・レインズが保持するWWE世界ヘビー級王者への挑戦権を巡ってAJスタイルズ、クリス・ジェリコ、ケビン・オーウェンズとフェイタル4wayマッチで対戦するが挑戦権を得るに至らなかった。8月21日、SummerSlam 2016にてシェイマスとの7番勝負をする事が発表され、第1戦が行われる。最後にブローグ・キックを受け敗戦。3勝3敗と五分となり9月25日、Clash of Champions 2016にて最終戦を行い、終盤に場外戦へと展開。しかし両者とも力尽きノーコンテストとなり同点で決着がついた。同月26日、RAWにてシェイマスとの不透明となった決着についてGMを務めるミック・フォーリーに委ねるがフォーリーより両者共に優劣つけ難い事によりタッグを組む事を指示され、シェイマスとタッグチームを結成する事になった。12月18日、Roadblock 2016 End of the LineにてWWEロウタッグ王座を保持するニュー・デイ（コフィ・キングストン & ビッグ・E with エグザビアー・ウッズ）に挑戦。終盤にコフィにシャープシューターを極めるもウッズの妨害により阻止され窮地に追い込まれる。しかし、シェイマスとタッチをしたと見せかけるトリックプレーでコフィからトラブル・イン・パラダイスを決められフォールされるがレフェリーはカウントを取らず、シェイマスが飛び込んでコフィを丸め込み勝利。ベルトを奪取した。
2017年6月4日、Extreme Rules 2017にてWWE・ロウ・タッグ王座を保持するハーディー・ボーイズ（マット・ハーディー & ジェフ・ハーディー）にスティールケージマッチで挑戦。中盤にジェフより金網を越えて脱出されるが一人となったマットを攻める。しかし、終盤にマットの危機を察したジェフが金網を登り最上段からウィスパー・イン・ザ・ウィンドを仕掛けられ4人とも満身創痍の状態になる。最後に自身とシェイマスは金網を登り、ハーディー・ボーイズはドアからの脱出を試みるが、シェイマスがハーディー・ボーイズよりも先に金網から脱出して勝利。ベルトを奪取した。11月6日、RAWにてWWEロウタッグ王座を保持するザ・シールド（ディーン・アンブローズ & セス・ロリンズ）に挑戦。終盤にシェイマスがロリンズよりフロッグ・スプラッシュを受けてしまい万事休したところにSmackDown Liveに所属するニュー・デイ（ビッグ・E & コフィ・キングストン & エグザビアー・ウッズ）が登場。RAWのGMを務めるカート・アングルがバックステージよりRAWのレスラーを引き連れて排除しようと混乱に陥り、この隙を突いてシェイマスがロリンズにブローグ・キックを決めて勝利。ベルトを奪取した。
2018年1月28日、Royal Rumble 2018にてWWE・ロウ・タッグ王座を保持するセス・ロリンズ & ジェイソン・ジョーダンに挑戦。序盤に場外にてジョーダンをコーナーに打ちつけるとロリンズを孤立させ、最後は合体技をロリンズに決めて勝利。ベルトを奪取した。10月16日、SmackDown 1000にてシェイマスと組んでWWE・スマックダウン・タッグ王座を保持するニュー・デイに挑戦。終盤にニュー・デイのセコンドであるコフィ・キングストンに介入されるとバックステージからビッグ・ショーが登場。コフィに実況席へチョークスラムを決めると最後はシェイマスがブローグキックをビッグ・Eに決めて勝利。ベルトを奪取した。
2019年1月27日、ロイヤルランブル2019においてシェイン・マクマホンとザ・ミズのタッグに敗れ王座陥落。
王座陥落後はシェイマスと袂を分かち、中邑真輔やサミ・ゼインと行動を共にするようになる。
2022年2月、契約満了により退団。

### AEW
2022年6月26日（米国現地時間）、AEWと新日本プロレスの合同興行「Forbidden Door」（米国イリノイ州シカゴ）にて、欠場したブライアン・ダニエルソンに代わる「X」として参戦し、ザック・セイバーJr.と対戦し勝利した。
その後、ザ・ブラックプール・コンバット・クラブに加入する。
7月23日、ジョナサン・グレシャムの持つROH世界王座に挑戦し、勝利。自身のキャリア初となる世界王座を獲得。12月10日、クリス・ジェリコからROH世界王座を奪還。
2023年6月4日、新日本プロレス「DOMINION 6.4 in OSAKA-JO HALL」に参戦。

## 得意技

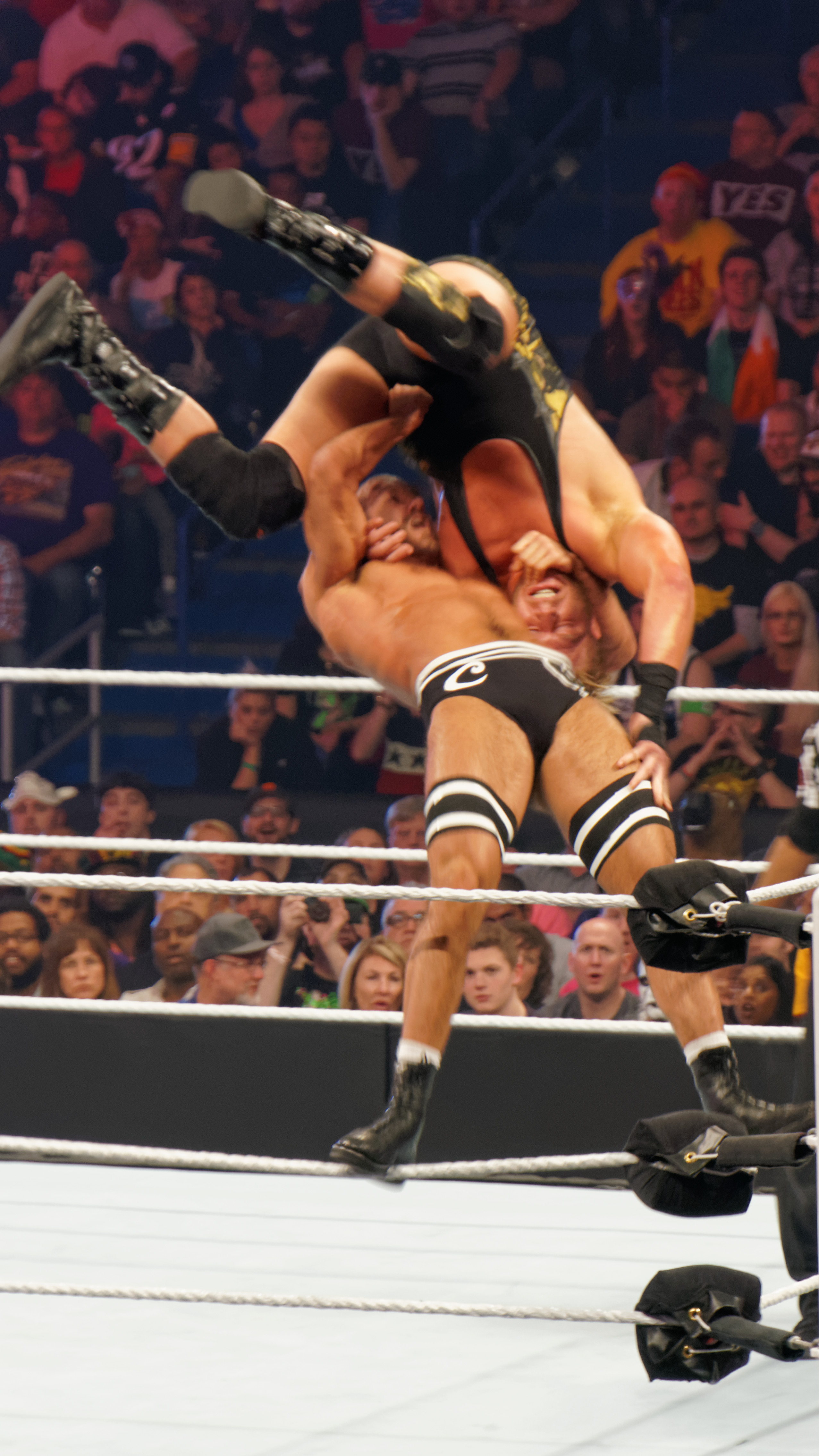
スーパープレックス

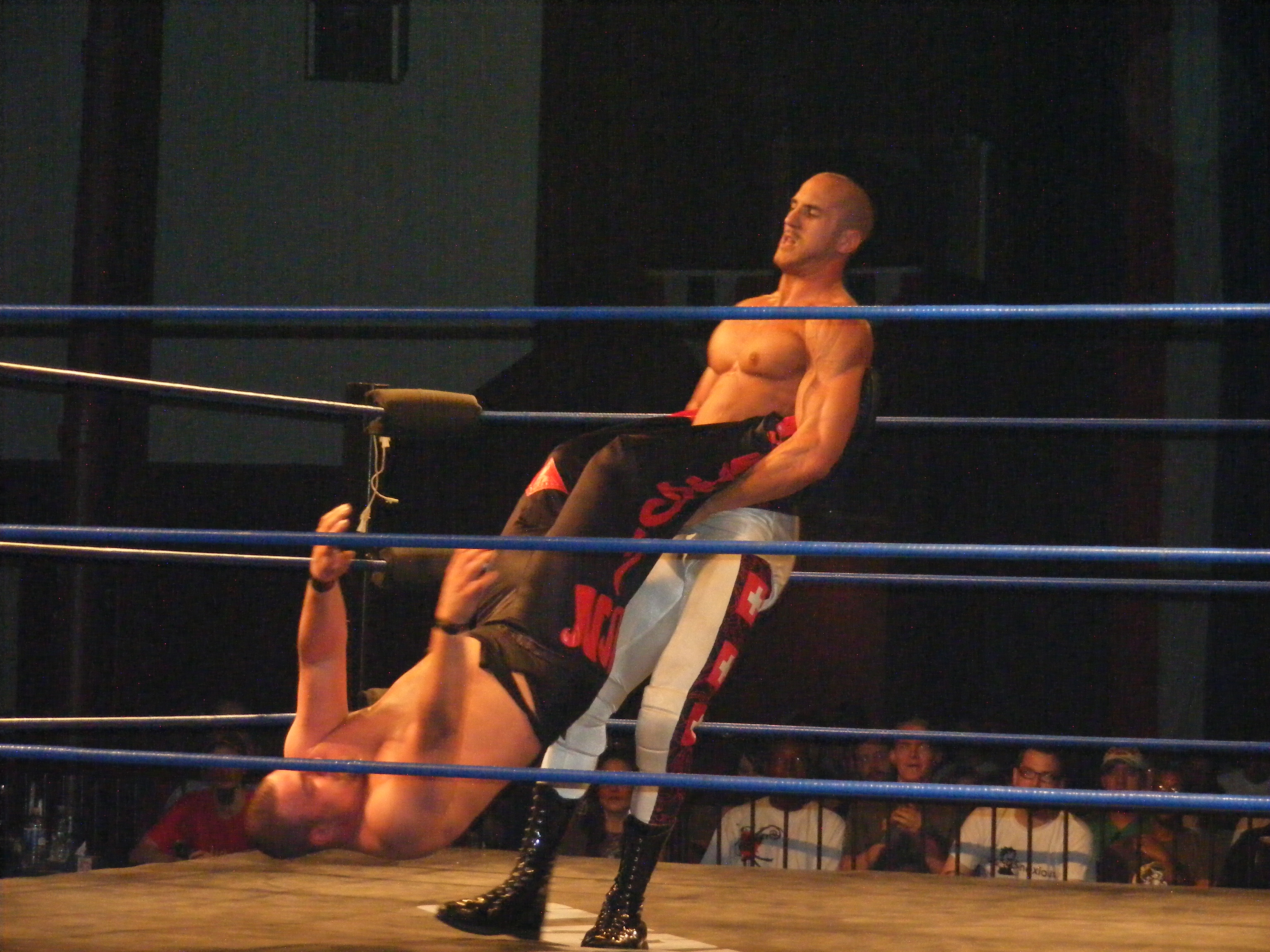
ジャイアントスイング

### フィニッシュ・ホールド
リコラボム
インディ時代からの主力のフィニッシュムーブで、クロスアーム式シットダウンパワーボム。堀田祐美子のピラミッドドライバーと同形。投げっぱなしとしても使われる場合がある。
AEW入団後のフィニッシャーにも使われている。
シャープシューター
2015年よりフィニッシャーとして使用。
タッグパートナーであったタイソン・キッドの得意技であり、キッドの負傷欠場後に使用。
ニュートラライザー
WWE昇格後のフィニッシュムーブ。
ゴッチ式パイルドライバーの形で相手を持ち上げた後、前方に倒れ込んで相手の顔面をマットに叩き付けるフェイスバスター。相手を持ち上げる前に自分の首を両手で捻るような仕草を取るのが特徴である。巨漢レスラーが相手でも形を崩すことなく繰り出すことが出来る。
クロスフェイス

### 投げ技
スープレックス
スーパープレックス
セザーロ・スイング
ジャイアントスイング。WWEでは2013年から使用。フィニッシャーとして使われたこともある。
通常の形のほかにも、相手の片足のみを掴んで振り回し、ハーフボストンクラブに連携するパターンも使用している。
スイス・ブレード
変形デスバレードライバー。
アルゼンチン・バックブリーカーの体勢から、軽くホイップしながら前に落とす。インディー時代はアルパメア・ウォータースライドという技名で使用。
ラサルテス・リフト
カレリンズ・リフトに様に相手の胴体をクラッチし、後方に反りパイルドライバーを決める。欧州の鉄人と呼ばれたレネ・ラサルテスから由来している。
UBSネックブリーカー
相手を両肩に担いだ状態から相手の体を旋回させてエースクラッシャーを放つ。太陽ケアのハワイアンスマッシャーと同形。UBSとはスイスに本拠を置く世界有数の金融グループであるUBS（Union Bank of Switzerland）から肖っている。
マッチキラー
旋回式変形フェイスバスター。
相手の左腕と右足を抱えてうつ伏せ上体で背中に担ぎ上げてその場で回転をして足を離した勢いを加えてXファクターの形でマットに叩きつける。
ワールドライナー
サンセットフリップ・パワーボム。
ディレイド・ガットレンチ・スープレックス
試合序盤から中盤にかけてつなぎ技として多用。他のレスラーとは違い、相手を宙に浮かせた状態で一旦静止し、その状態から投げ切る。
UFO
スピニング・バックブリーカー・スラム。
正式名称はユニデンティフィード・フライング・オポーネント。
相手をアルゼンチン・バックブリーカーの体勢で両肩に担ぎ上げ、自らその場で横回転することで相手を大きく旋回させながらマットに叩きつける荒技。旋回中両手を腰に当ててノーハンドで回すのが特徴。

### 打撃技
スーパー・アッパーカット
ショルダースルーで相手を高く放り上げ、落ちてきた所へアッパーカット式エルボースマッシュを決める。窮地に陥った際のカウンター式、またはニュートラライザーへ繋げる布石として使用する。
インディー時代はスイス・デス、FCW時代にはベリー・ヨーロピアン・アッパーカットの技名で使用。
ダイビング エルボースマッシュ
自身がトップロープに上り相手に向いダイビングエルボースマッシュを決める技。
スイス・アッパーカット
アッパーカット式エルボースマッシュ。
回転してから放ったりスワンダイブで放ったり等、様々な形で多用する。
クローズライン
マネーダイブ
ダイビング・ヘッドバット。
バイシクルキック

### 関節技、絞め技
スイス・スリーパーホールド
ブリッジング・コブラクラッチ。
ジム・ブレイクス・スペシャル

### 組み技
ダブル・ハイクロス
シェイマスと自身と同時にハイジャック・バックブリーカーの体勢で頭の上まで相手を担ぎ上げ、前方に投げ捨てるパワーボム。

### フォール技
ジャックナイフホールド

### 合体技
合体ホワイトノイズ
シェイマスがホワイトノイズの体勢で相手を抱え、自身がセカンドロープから相手を押し込んで叩きつける。

## タイトル歴
AEW
- AEW世界トリオ王座 : 1回（第8代）

w / PAC & ウィーラー・ユウタ
WWE
- WWE US王座 : 1回
- WWE ロウ・タッグ王座 : 5回

w / タイソン・キッド : 1回
w / シェイマス : 4回

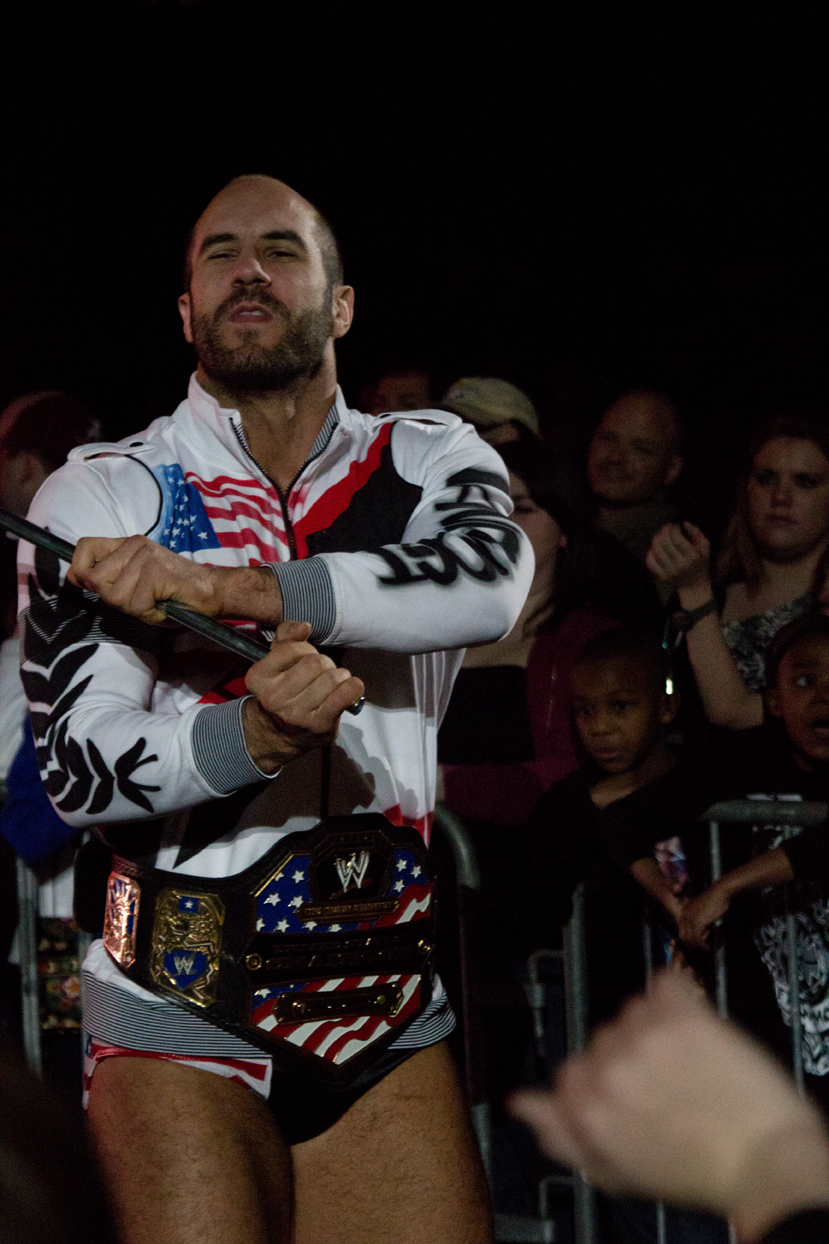
WWE US王座

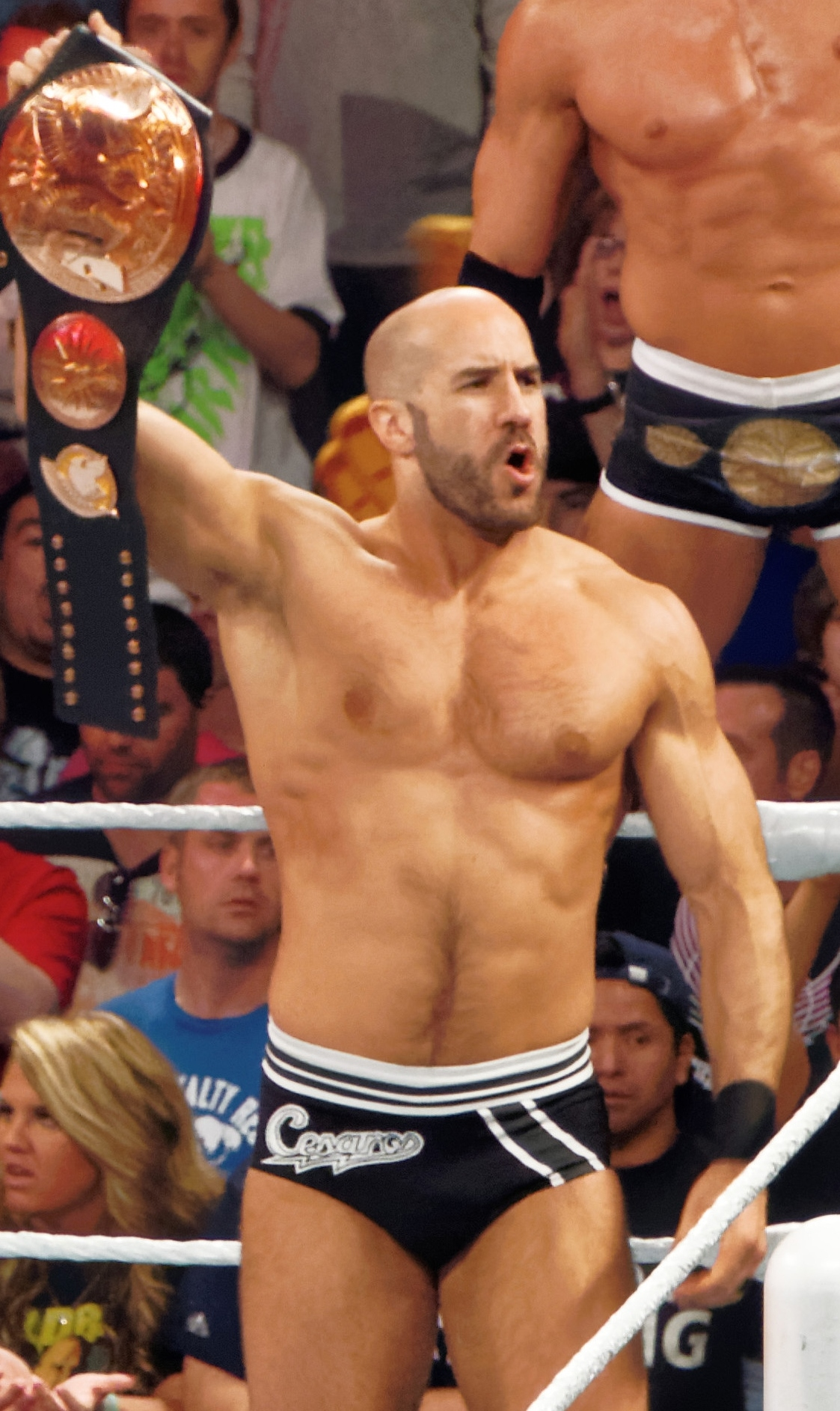
WWEタッグ王座 / WWE・ロウ・タッグ王座

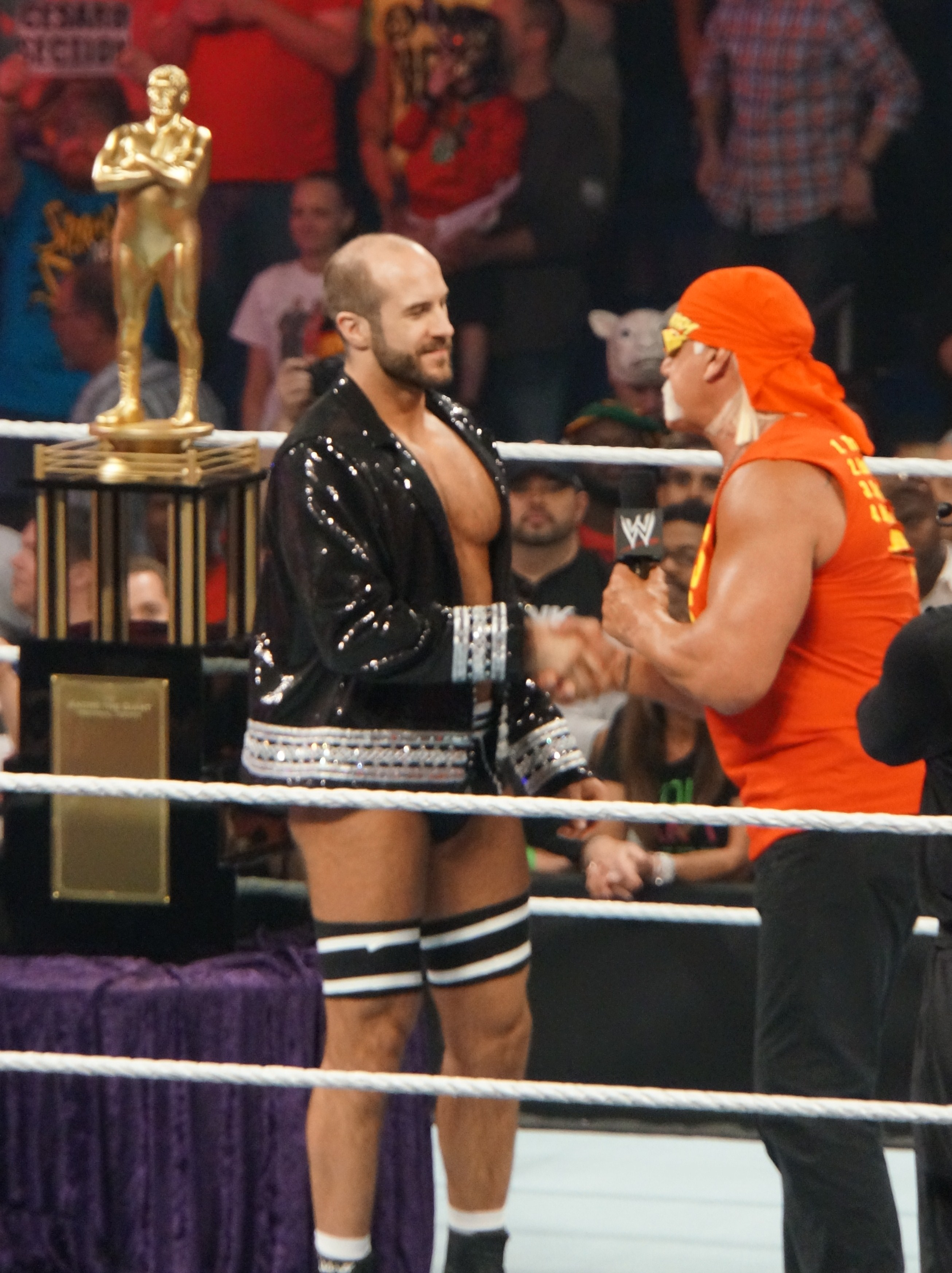
アンドレ・ザ・ジャイアント・メモリアル・バトルロイヤル優勝時

- WWE スマックダウン・タッグ王座 : 2回

w / シェイマス : 1回
w / 中邑真輔 : 1回
- アンドレ・ザ・ジャイアント・メモリアル・バトルロイヤル 優勝 : 1回（2014年）

ROH
- ROH世界王座 : 2回（第36、38代）
- ROH世界タッグ王座 : 2回

w / クリス・ヒーロー
CMLL
- インターナショナル・グランプリ 優勝 : 1回（2024年）

Chikara
- カンペオナトス・デ・パレージャス : 2回

w / クリス・ヒーロー : 1回
w / アーレス : 1回
- キング・オブ・トリオ 優勝 : 1回 （2010年）

w / アーレス & ターサス
CZW
- CZW世界タッグ王座 : 2回

w / クリス・ヒーロー
JCW
- JCWタッグチーム王座 : 1回

w / クリス・ヒーロー
PWG
- PWG世界王座 : 1回（第17代）

wXw
- wXw世界ヘビー級王座 : 2回
- wXw世界タッグ王座 : 3回

w / アーレス
GSW
- GSWタッグ王座 : 2回

w / アーレス
IPW:UK
- IPW: UKタッグ王座 : 1回

w / アーレス
IWA
- IWA世界ヘビー級王座 : 1回

CAPW
- CAPW統一ヘビー級王座 : 1回

## 入場曲
- I've Got to Have It
- We are the Champions
- 1812 Overture
- Engel
- KoW（Kings）
- I'm Namen Der Bruderschaft
- Iceman

FCWで使用。ディーン・マレンコがWWE在籍時に使用していた入場曲。
- Miracle

ディーン・マレンコの入場曲だが、ラップ調の歌詞やリズムがアレンジされている。
- Invader

NXTに短期間登場した際に使用。
- Patriot

リアル・アメリカンズ時代に使用。
- Swiss Made

2014年から2019年まで使用。
- Hellfire

シェイマスとタッグを組んで以降、使用。
- Return of the Fire

2019年から使用。
- Uppercut Swingphony

AEW移籍後より使用。